# Mimacraea krausi
Mimacraea krausi is een vlinder uit de familie van de Lycaenidae. De wetenschappelijke naam van de soort is voor het eerst geldig gepubliceerd in 1889 door Hermann Dewitz.